# Winter World University Games 2025/Ski Alpin
Bei den Winter World University Games 2025 wurden 9 Wettkämpfe im Ski Alpin ausgetragen. Austragungsort war Melezet.

## Bilanz

### Medaillenspiegel
| Platz  | Land       | 00 | 00 | 00 | Gesamt |
| ------ | ---------- | -- | -- | -- | ------ |
| 1      | Schweiz    | 3  | 4  | 1  | 8      |
| 2      | Frankreich | 2  | 1  | 5  | 8      |
| 3      | Spanien    | 2  | –  | 1  | 3      |
| 4      | Schweden   | 1  | 3  | –  | 4      |
| 5      | Japan      | 1  | –  | –  | 1      |
| 6      | Italien    | –  | 1  | 2  | 3      |
| Gesamt | Gesamt     | 9  | 9  | 9  | 27     |

### Medaillengewinner

#### Männer
| Disziplin          | Gold                    | Silber          | Bronze         |
| ------------------ | ----------------------- | --------------- | -------------- |
| Super-G            | Ander Mintegui          | Emil Nyberg     | Jonas Skabar   |
| Riesenslalom       | Aleix Aubert Serracanta | Loïc Chable     | Nick Spörri    |
| Slalom             | Takayuki Koyama         | Stefano Pizzato | Paul Silvestre |
| Alpine Kombination | Loïc Chable             | Jonas Skabar    | Tomás Barata   |

#### Frauen
| Disziplin          | Gold              | Silber              | Bronze            |
| ------------------ | ----------------- | ------------------- | ----------------- |
| Super-G            | Louison Accambray | Sophie Nyberg       | Emy Charbonnier   |
| Riesenslalom       | Sue Piller        | Delphine Darbellay  | Margherita Cecere |
| Slalom             | Sue Piller        | Amélie Klopfenstein | Margherita Cecere |
| Alpine Kombination | Emy Charbonnier   | Sophie Nyberg       | Louison Accambray |

#### Mixed
| Disziplin             | Gold                                                                   | Silber                                                      | Bronze                                                                    |
| --------------------- | ---------------------------------------------------------------------- | ----------------------------------------------------------- | ------------------------------------------------------------------------- |
| Mannschaftswettbewerb | SchwedenRegina Falk Emil Nyberg Stella Rodling Swanberg Axel Lindqvist | SchweizSue Piller Gino Stucki Mathilde Phillips Loïc Chable | FrankreichLouison Accambray Paul Silvestre Marjolaine Ollier Jonas Skabar |